# Porthidium hespere
Porthidium hespere är en kräldjursart som beskrevs av Jonathan A. Campbell 1976. Arten ingår i släktet Porthidium, och familjen huggormar. IUCN kategoriserar Porthidium hespere globalt som otillräckligt studerad. Inga underarter finns listade i Catalogue of Life.

## Utbredning och habitat
Porthidium hespere har endast hittats på två platser, båda längs kusten i södra delen av delstaterna Colima och Michoacán i Mexiko. Utbredningsområdet beräknas vara mindre än 500 kvadratkilometer. Arten lever på höjder från havsnivån till 300 meter över havet.
Porthidium hespere återfinns endast i den täta tropiska regnskogen i låglandet längs med Mexikos Stillahavs-kust.